# Damiano Caruso
Damiano Caruso (Ragusa, Sicília, 12 de outubro de 1987) é um ciclista profissional italiano. Desde 2019 corre para a equipa bareiní Team Bahrain Victorious.
Como amador ganhou uma etapa do Baby Giro e foi campeão de Itália sub-23. É profissional desde 2009, quando estreia com a equipa LPR Brakes. Em 2011 alinhou pela equipa italiana Liquigas-Cannondale, equipa no que permaneceu até 2014, quando este desapareceu devido a sua fusão com o Garmin Sharp.

## Palmarés
- 2013
  - 1 etapa da Settimana Coppi e Bartali

- 2020
- Circuito de Guecho[1]

- 2021
  - 2.º no Giro d'Italia, mais 1 etapa
  - 1 etapa da Volta a Espanha

## Resultados em Grandes Voltas e Campeonatos do Mundo
Durante sua corrida desportiva tem conseguido os seguintes postos nas Grandes Voltas:
| Corrida            | Corrida            | 2009 | 2010 | 2011 | 2012 | 2013 | 2014 | 2015 | 2016 | 2017  | 2018 | 2019 | 2020 | 2021 |
| ------------------ | ------------------ | ---- | ---- | ---- | ---- | ---- | ---- | ---- | ---- | ----- | ---- | ---- | ---- | ---- |
|                    | Giro d'Italia      | —    | —    | —    | 24.º | 19.º | —    | 8.º  | —    | —     | —    | 23.º | —    | 2.º  |
|                    | Tour de France     | —    | —    | —    | —    | —    | —    | 53.º | 22.º | 11.º  | 20.º | 58.º | 10.º | —    |
|                    | Volta a Espanha    | —    | —    | 74.º | —    | —    | 9.º  | —    | —    | 109.º | —    | —    | —    | 17.º |
| Mundial em Estrada | Mundial em Estrada | —    | —    | —    | —    | —    | 74.º | —    | —    | —     | 64.º | —    | 10.º | —    |

—: não participa

Ab.: abandono

## Equipas
- LPR Brakes (2009)
- De Rosa-Stac Plastic (2010)
- Liquigas/Cannondale (2011-2014)
  - Liquigas-Cannondale (2011-2012)
  - Cannondale Pro Cycling (2013)
  - Cannondale (2014)
- BMC Racing Team (2015-2018)
- Bahrain[2] (2019-)
  - Bahrain Merida (2019)
  - Team Bahrain McLaren (2020)
  - Team Bahrain Victorious (2021-)